# Encheloclarias
Encheloclarias és un gènere de peixos de la família dels clàrids i de l'ordre dels siluriformes.

## Distribució geogràfica
Es troba al Sud-est asiàtic.

## Taxonomia
- Encheloclarias baculum (Ng & Lim, 1993)
- Encheloclarias curtisoma (Ng & Lim, 1993)
- Encheloclarias kelioides (Ng & Lim, 1993)
- Encheloclarias prolatus (Ng & Lim, 1993)
- Encheloclarias tapeinopterus (Bleeker, 1852)
- Encheloclarias velatus (Ng & Tan, 2000)[3][4][5][6][7][8][9]